# Ераст
Ера́ст (др.-греч. Ἔραστος) — апостол от семидесяти, ученик апостола Павла. Несколько раз упоминается в Новом Завете: 
- «И, послав в Македонию двоих из служивших ему, Тимофея и Ераста, сам остался на время в Асии» (Деян. 19:22);
- «Приветствует вас Ераст, городской казнохранитель» (Рим. 16:23);
- «Ераст остался в Коринфе» (2Тим. 4:20).

Ераст, вероятно, был родом из Коринфа, по происхождению грек. Занимаемая им в Коринфе должность городского эконома (казнохранителя) показывает, что он происходил из знатного рода и имел уже почтенный возраст, иначе ему не поручили бы такой должности в большом городе. Наиболее вероятно, что Ераст впервые услышал благовествование об Иисусе Христе от самого апостола Павла в его первое посещение Коринфа (Деян. 18:1–18), куда он прибыл из Афин. 
Ераст вместе с Павлом приезжал в Иерусалим и вероятно жил там какое-то время, служа местной церкви. Это подтверждается тем, что он у греческих и латинских писателей называется экономом Иерусалимской церкви. В списке семидесяти апостолов у Дорофея сказано: «Ераст эконом бысть Иерусалимской церкви».
По восточному церковному преданию Ераст был епископом Панеадским (город в северной Палестине) и мирно скончался в глубокой старости. В житиях святых Дмитрия Ростовского про него сказано так: «Ераст святый, бысть эконом иерусалимской церкви, потом же епископом Панеады». Католическая церковь почитает его как мученика и считает епископом Кесарии Филипповой, преемником Епафродита.
Память апостола Ераста в Православной церкви совершается 10 (23) ноября, а также 4 (17) января в день Собора Апостолов от семидесяти. В Католической церкви память апостола Ераста совершается 26 июля.